# Witold Celichowski

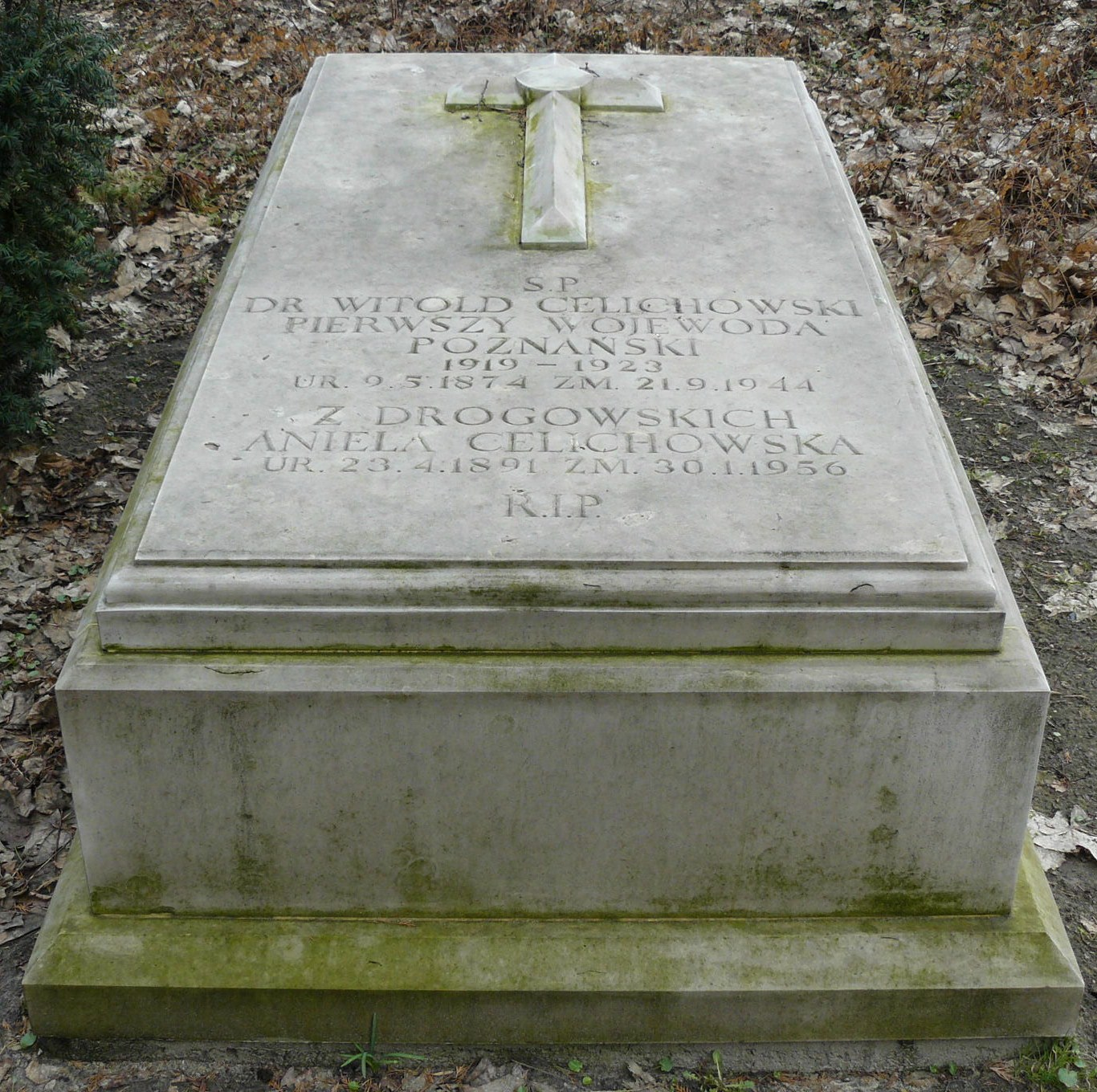
Cmentarz Zasłużonych Wielkopolan – grób W. Celichowskiego

Witold Celichowski (ur. 9 maja 1874 w Bninie, zm. 21 września 1944 w Warszawie) – polski działacz polityczny, adwokat.

## Życiorys
Był synem działacza społecznego i wydawcy Zygmunta (bibliotekarza zbiorów kórnickich), i Zofii z Ziemnych, bratem adwokata i polityka Stanisława. Kształcił się w poznańskim Gimnazjum św. Marii Magdaleny, następnie studiował prawo na kilku uniwersytetach – w Berlinie, Monachium, Wrocławiu i Getyndze, kończąc naukę tytułem doktora praw w 1897. Praktykował w Koźminie, Nowym Tomyślu i Grudziądzu; był krótko asesorem w Berlinie, w 1900 otworzył w Poznaniu kancelarię adwokacką. Bronił m.in. polskich studentów w procesie w Poznaniu (lipiec 1901) oraz uczniów gimnazjum w Gnieźnie (czerwiec 1903). Od 12 lutego 1914 był mężem Anieli z Drogowskich, z którą miał syna Zygmunta (ur. 1914).
W latach 1916–1918 prowadził w Warszawie kurs przygotowawczy dla przyszłych urzędników polskiej administracji. Pełnił funkcje komisarza Rady Ludowej miasta Poznania (listopad 1918), zastępcy prezesa, potem naczelnego prezesa prowincji i rejencji poznańskiej, wreszcie 16 października 1919 został mianowany pierwszym po odzyskaniu niepodległości wojewodą poznańskim. Zasłużył się dla stworzenia podstaw polskiej administracji, wyeliminował z urzędów język niemiecki, przygotował nowe kadry. Od listopada 1922 pełnił także funkcję komisarza rządu w poznańskim sejmiku wojewódzkim. Został zwolniony z urzędu wojewody na własną prośbę i w styczniu 1923 przeszedł w stan spoczynku. Związał się z powiatem leszczyńskim, w latach 1923–1939 był właścicielem majątku Rojęczyn z folwarkami Kaczkowo i Lasotki. Został notariuszem w Poznaniu  i wiceprzewodniczącym Izby Adwokackiej w Poznaniu (1923–1926), w latach 1926–1928 był przewodniczącym Izby. W latach 1926–1928 był także prezesem Rady Głównej Towarzystwa Czytelni Ludowych. Podobnie jak młodszy brat Stanisław pozostawał w związkach ze Stronnictwem Narodowym, ale nie wchodził w skład władz partii. Od 1928 do 1939 pełnił funkcję zastępcy przewodniczącego Kuratorium Fundacji Sułkowskich w Rydzynie. Opuścił Poznań po okupacji Wielkopolski przez Niemców we wrześniu 1939, wyjechał do Lwowa, potem do Krakowa i Warszawy. W Warszawie działał w Radzie Głównej Opiekuńczej.
Był autorem m.in. Józef Supiński a rozwój teorii ekonomicznych (1898), Zbiór rozporządzeń wydanych dla Królestwa Polskiego przez Jenerał-gubernatorstwo warszawskie (1918).
Zmarł podczas powstania warszawskiego. Po wojnie został pochowany na cmentarzu Zasłużonych Wielkopolan w Poznaniu (kwatera 2-30).

## Ordery i odznaczenia
- Krzyż Komandorski Orderu Odrodzenia Polski (30 kwietnia 1925)[6]

## Upamiętnienia
- Za szczególne zasługi dla województwa wielkopolskiego Wojewoda Wielkopolski przyznaje medal imienia Witolda Celichowskiego[7].
- 7 listopada 2019 na dawnym dworze – obecnie szkole podstawowej w Kaczkowie z siedzibą w Rojęczynie, gmina Rydzyna, odsłonięta została tablica upamiętniająca postać dr. Witolda Celichowskiego[8].